# Nicolas Le Messurier
Nicolas Le Messurier ist ein Tonmeister.

## Leben
Le Messurier begann seine Karriere Ende der 1960er Jahre, sein Filmdebüt hatte er als im Abspann nicht genannter Tonassistent bei der Carry-On-Komödie Alles unter Kontrolle – keiner blickt durch. Mit Ein Streik kommt selten allein und Retter der Nation wirkte er an zwei weiteren Filmen der Serie mit. Ab 1977 arbeitete er an einer Reihe von Filmen der James-Bond-Reihe, beginnend mit James Bond 007 – Der Spion, der mich liebte. Le Messurier arbeitete zwischen 1970 und 2005 an 69 Filmen mit seinem Kollegen Graham V. Hartstone, gemeinsam waren beide drei Mal für den Oscar in der Kategorie Bester Ton nominiert: 1979 für Superman, 1985 für Reise nach Indien sowie 1987 für Aliens – Die Rückkehr. 1983 erhielten die beiden gemeinsam mit James Guthrie, Eddy Joseph und Clive Winter den BAFTA Film Award in der Kategorie Bester Ton für Alan Parkers auf dem Pink-Floyd-Konzeptalbum The Wall basierenden gleichnamigen Spielfilm.
Sein französisch klingender Name sorgte bei zahlreichen Filmproduktionen für Verwirrung, daher wurde er über die Jahre in zwölf Namensvariationen im Abspann gelistet (Nachname getrennt oder zusammengeschrieben, Vorname teilweise Nic, Nick oder Nicholas).

## Filmografie (Auswahl)
- 1971: Alles unter Kontrolle – keiner blickt durch (Carry On… Up the Khyber, or the British Position in India)
- 1976: Retter der Nation (Carry On England)
- 1977: James Bond 007 – Der Spion, der mich liebte (The Spy Who Loved Me)
- 1979: Superman
- 1979: James Bond 007 – Moonraker – Streng geheim (Moonraker)
- 1981: James Bond 007 – In tödlicher Mission (For Your Eyes Only)
- 1982: Blade Runner
- 1982: Pink Floyd – The Wall
- 1985: Reise nach Indien (A Passage to India)
- 1985: James Bond 007 – Im Angesicht des Todes (A View to a Kill)
- 1986: Aliens – Die Rückkehr (Aliens)
- 1987: James Bond 007 – Der Hauch des Todes (The Living Daylights)
- 1989: James Bond 007 – Lizenz zum Töten (Licence to Kill)
- 1991: Thelma & Louise
- 1992: 1492 – Die Eroberung des Paradieses (1492: Conquest of Paradise)
- 1997: Wilde Kreaturen (Fierce Creatures)
- 2002: James Bond 007 – Stirb an einem anderen Tag (Die Another Day)

## Auszeichnungen (Auswahl)

### Oscar
- 1979: Oscar-Nominierung in der Kategorie Bester Ton für Superman
- 1985: Oscar-Nominierung in der Kategorie Bester Ton für Reise nach Indien
- 1987: Oscar-Nominierung in der Kategorie Bester Ton für Aliens – Die Rückkehr

### BAFTA Award
- 1983: BAFTA Film Award in der Kategorie Bester Ton für Pink Floyd – The Wall